# Ксифар
Ксифар (85 — 65 годы до н. э.) — сын царя Понта Митридата VI от его последней жены Стратионики.

## Биография
Один из сыновей царя Митридата VI Евпатора; матерью царевича была гречанка-наложница Стратионика, ставшая позднее женой.
Его мать, проживавшая в крепости Комана, сдала её вместе с казной войскам римского полководца Помпея в надежде, что Помпей Великий сохранит жизнь её сыну, если тот к нему попадёт в плен.
В отместку Митридат казнил Ксифара на берегу пролива на глазах его матери как изменника и оставил его труп непохороненным.